# Thurlinden
Das Freigericht Thurlinden war vom Mittelalter bis 1798 ein Frevel- bzw. Niedergericht im Thurgau und in der angrenzenden Toggenburger Gemeinde Kirchberg.
Thurlinden umfasste zahlreiche freie Höfe in Streulage rund um Wil SG in einem von verschiedenen Herrschaften beanspruchten Territorium, das von Bussnang bis ins toggenburgische Kirchberg und bis Fischingen reichte, u. a. in
Almensberg,
Bifang         ⊙,
Geftenau       ⊙,
Greutensberg   ⊙,
Grobenbach     ⊙,
Hagenbuch      ⊙,
Hagenwil       ⊙,
Metzgersbuhwil ⊙,
Puppikon       ⊙,
Remensberg     ⊙,
Rothenhausen,
Ruedenwil      ⊙,
Sommerau       ⊙,
Toos,
Wartenwil      ⊙,
Welfensberg, Dietschwil,
Hänisberg      ⊙,
Ötwil          ⊙,
Schalkhausen   ⊙ und
Wolfikon       ⊙ sowie
Balterswil und
Hatterswil     ⊙.
Thurlinden gehörte im 13. Jahrhundert zum kyburgischen Erbe der Grafen von Habsburg. Es wurde von zwei Freiweibeln betreut, die je eine Hube in Ötwil und Remensberg besassen. 1314 verpfändete Herzog Leopold I. von Habsburg die Weibelhube Ötwil. 1506 verkaufte Balthasar von Hohenlandenberg Thurlinden an die Fürstabtei St. Gallen, die es unter die Verwaltung des Hofs Wil stellte. Das Freigericht (Offnung 1458) tagte ab dem Spätmittelalter bei den östlich von Rickenbach in der Grafschaft Toggenburg gelegenen Linden ⊙ an der Thur, bei schlechtem Wetter in einer Taverne in Rickenbach.